# Ropalopus femoratus
Ropalopus femoratus là một loài bọ cánh cứng trong họ Cerambycidae.

## Hình ảnh

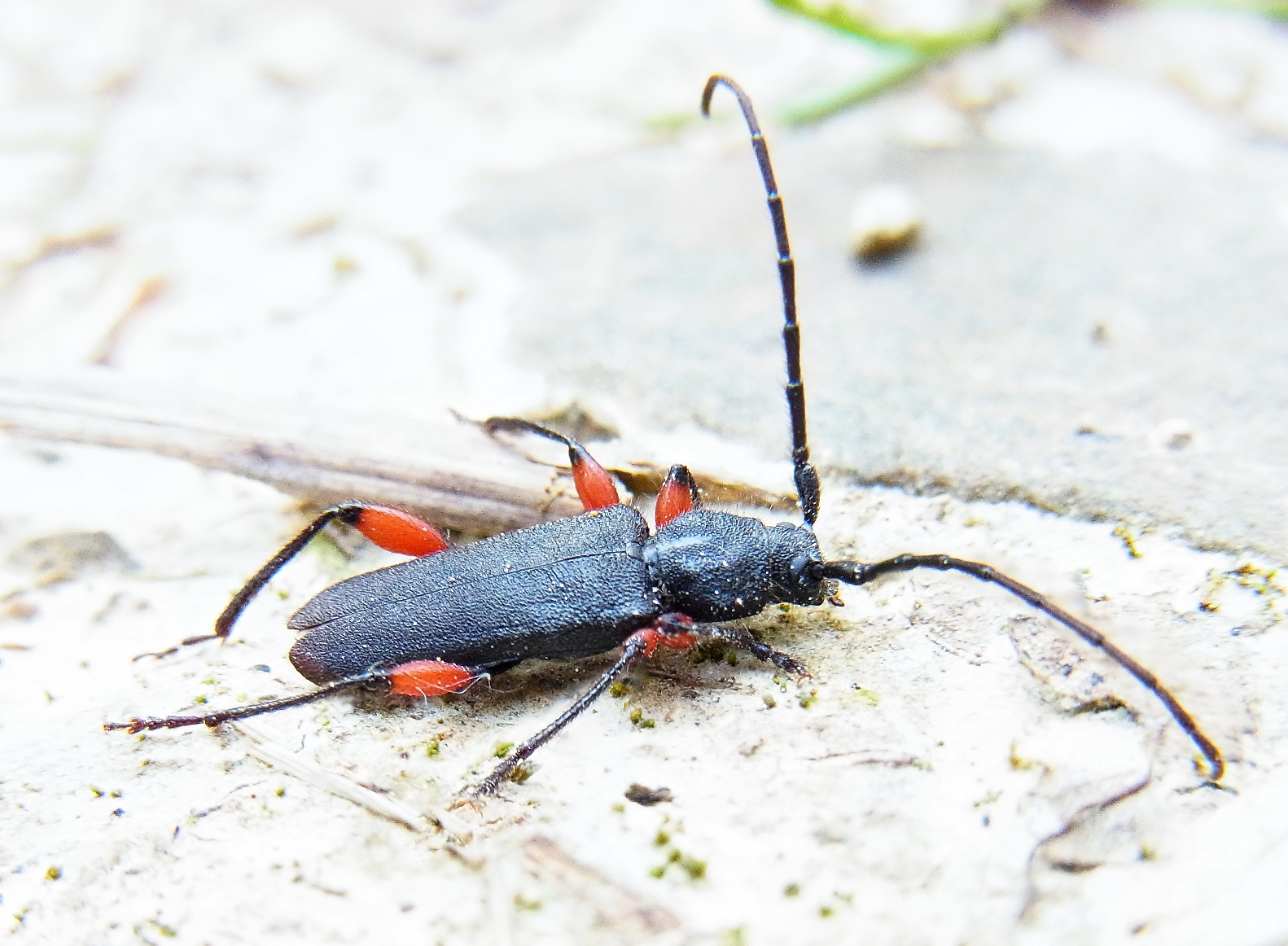
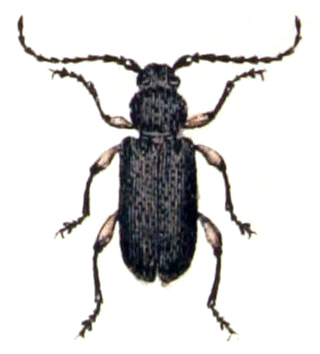